# Bruce Hapke
Bruce Hapke   (Racine, 17 de febrer de 1931) és un conegut científic planetari estatunidenc. Expert en espectroscòpia bidireccional de reflexió, Hapke ha estat descrit per alguns com un dels pares de la teledetecció planetària. Va néixer a Racine, Wisconsin.

## Carrera
Hapke va obtenir el seu B.S. de la Universitat de Wisconsin-Madison el 1953 en física. Va rebre el seu doctorat en enginyeria física de la Universitat Cornell el 1962. Hapke va ser investigador associat al Centre de Radiofísica i Investigació Espacial de la Universitat Cornell de 1960 a 1967. El 1967 es va convertir en professor del Departament de geologia i ciència planetària de la Universitat de Pittsburgh. Durant la seva llarga i distingida carrera, Hapke ha participat en les missions Mariner 10, Viking i Apollo. És ex-president de la Divisió de Ciències Planetàries de l'American Astronomical Society. El Dr. Hapke és actualment professor emèrit a la Universitat de Pittsburgh.

## Premis i honors
- L'hapkeïta, un mineral lunar recentment descobert, va ser nomenat en el seu honor[6][7]
- L'asteroide 3549 Hapke
- El Premi Kuiper el 2001, el premi més distingit de la Divisió de Ciències Planetàries de l'American Astronomical Society
- Membre de la Unió Geofísica Americana